# Uğurköy (Borçka)
Uğurköy, Borçka (en georgiano: აკრია) es un pueblo en el Distrito de Borçka, Provincia de Artvin, Turquía. En 2010 tenía una población de 227 personas.